# قاراقاشلی (آق‌سو)
قاراقاشلی (به لاتین: Qaraqaşlı) یک منطقه مسکونی در جمهوری آذربایجان است که در شهرستان آق‌سو واقع شده‌است. قاراقاشلی ۳۶۴۳ نفر جمعیت دارد.